# Stefan Spirovski
Stefan Spirovski (mazedonisch: Стефан Спировски, * 23. August 1990 in Bitola) ist ein mazedonischer Fußballspieler, der als Mittelfeldspieler für Ethnikos Achna und die nordmazedonische Nationalmannschaft spielt.

## Vereinskarriere
Geboren in Bitola, Nordmazedonien, spielte zwischen 2007 und 2009 für den FK Pelister Bitola in der ersten mazedonischen Liga. In der Winterpause der Saison 2009/10 unterschrieb er bei Borac Čačak und spielte in den folgenden zweieinhalb Spielzeiten regelmäßig für Borac. Am Ende der Saison 2011/12 stieg Borac überraschend aus der ersten serbischen Liga ab und wurde im August 2012 an den mazedonischen Erstligisten Rabotnički Skopje ausgeliehen. 2014 wechselte er zu Beroe. Im Januar 2015 kaufte ihn Vardar von Beroe.
Am 6. September 2019 unterschrieb er bei Hapoel Tel Aviv.

### Ferencváros Budapest
Am 16. Juni 2020 wurde er mit Ferencváros durch einen Sieg gegen Honvéd Budapest im Hidegkuti-Nándor-Stadion am 30. Spieltag der Saison Nemzeti Bajnokság 2019/20 I Meister.

### FC Pjunik Jerewan
Am 16. Juni 2023 bestätigte Pjunik den Abgang von Spirovski.

## Nationalmannschaftskarriere
Spirovski war Mitglied der mazedonischen U-21-Fußballnationalmannschaft. In der Vergangenheit gehörte er auch dem U-19- und U-17-Team an.
Am 10. August 2011 gab er sein Debüt für die mazedonische Nationalmannschaft in einem Freundschaftsspiel gegen Aserbaidschan. Bis April 2020 hat er insgesamt 55 Länderspiele bestritten und dabei ein Tor erzielt.

## Auszeichnungen

### Verein
Borac Čačak
- Serbischer Fußballpokal Zweiter: 2011/12

Vardar
- Prva Makedonska Liga: 2014/15, 2015/16, 2016/17
- Mazedonischer Fußball-Supercup: 2015

### Einzelne
- Mazedonischer Spieler des Jahres: 2016/17